# Saint-Chamarand
 Saint-Chamarand  (en occitano Sent Chamarand) es una comuna y población de Francia, en la región de Mediodía-Pirineos, departamento de Lot, en el distrito de Gourdon y cantón de Saint-Germain-du-Bel-Air.
Su población en el censo de 1999 era de 169 habitantes.
Está integrada en la Communauté de communes Quercy-Bouriane .

## Demografía
| 247 | 205 | 159 | 168 | 162 | 169 |
| Para los censos de 1962 a 1999 la población legal corresponde a la población sin duplicidades (Fuente: INSEE [Consultar]) |     |     |     |     |     |